# تریستار ایر
تریستار ایر (به انگلیسی: Tristar Air) یک شرکت هواپیمایی با کد یاتا YS است که در ۱۹۹۸ میلادی تأسیس شده‌است. دفتر مرکزی تریستار ایر در قاهره، مصر واقع شده‌است و قطب این شرکت هواپیمایی در فرودگاه بین‌المللی قاهره قرار دارد و به ۳ مقصد، پرواز انجام می‌دهد.